# Bergiai kukorékoló
A bergiai kukorékoló a legrégebbi német tyúkfajta.

## Fajtatörténet
Rheinland és Westfalen vidékén keletkezett.
Egy monda szerint Bergia grófja 1190-ben hozott magával néhány darab hosszan tartó kukorékoló fajtát mert, hogy a kukorékolása megmentette magát és utódát egy súlyos veszélyben.
A bergiai kukorékoló elődeit állítólag a középkorban hozták a Balkán környékéről, ahol a mai napig tenyésztik legközelebbi rokonát, a boszniai kukorékolót. Ezt az elméletet alátámasztja egy molekuláris genetikai vizsgálat, mely a bergiai kukorékolók génállományát összeveti az egyéb európai fajtákéval. Napjainkban a „Bergiai Tyúkfajták Tenyésztői Egyesülete” gondoskodik a fajta fenntartásáról. Körülbelül 35 tenyésztőt tartanak nyilván. Ezzel a fajtát a régi őshonos háziasított állatfajták veszélyeztetett kategóriájába sorolják.  

## Fajtabélyegek, színváltozatok
A bergiai kukorékoló egy megnyúlt testű, egyszerű tarajú, fehér füllebenyű, kék csüdű tanyasi tyúkfajtát testesít meg. Karakterisztikus a felfelé ívelő háta.
A legjellegzetesebb fajtabélyeg megőrzése érdekében évente kukorékoló versenyeket szerveznek, ahol mérik a kukorékolás időtartamát.
Szárnyait szorosan a testhez simulva tarja. Szemek világos vörösek. Csőre erős, vaskos, hosszú, szarvszínű.    
Színváltozatok: Jellegzetes fekete-aranybarna mintás.

## Tulajdonságok
Egy különleges jellemzője a fajtának, hogy a kakasok kukorékolása ötször olyan hosszan elhúzódhat, mint az egyéb fajtáké, akár 15 másodpercig is tarthat!
Hiányzik a kotlási hajlamuk. 
| Általános tulajdonságok: | Általános tulajdonságok:          |
| ------------------------ | --------------------------------- |
| Súlya                    | kakas 3 - 3,5 kg, tojó 2 - 2,5 kg |
| Gyűrűmérete              | kakas 20, tojó 18                 |
| Tenyésztojás tömege      | 56 g                              |
| Tojáshéj színe           | fehér                             |
| Éves tojáshozama         | 150 db                            |